# Glypta dentifera
Glypta dentifera là một loài tò vò trong họ Ichneumonidae.